# San Pellegrino Terme
San Pellegrino Terme – miejscowość i gmina we Włoszech, w regionie Lombardia, w prowincji Bergamo.
Według danych na styczeń 2009 gminę zamieszkiwało 4965 osób przy gęstości zaludnienia 217,5 os./1 km².

## Współpraca
Miejscowości partnerskie:
- Burgdorf, Szwajcaria
- Larino, Molise
- La Salle-les-Alpes, Francja